# گیاه‌پارچ ووگلی
گیاه‌پارچ ووگلی (نام علمی: Nepenthes vogelii)، یک گونه از سرده گیاه‌پارچ‌ها است.